# Sidi M'Hamed Benaouda
Sidi M'Hamed Benaouda est une commune de la wilaya de Relizane en Algérie Qui est situé au sud de commune de Relizane .
Sa superficie est d'environ 288 Km² , et l'habite 6500 hab Selon les statistiques de 2008 .
Le nom de la commune vient du soufi Sidi Mohamed Ben Aouda, qui y fut enterré. Une célébration est organisée chaque année en sa mémoire.Considérant que la municipalité est située au bord de oued  Mina, un barrage a été construit en 1973 et inauguré en 1978 pour irriguer les terres de la plaine de Mina.

## Toponymie
Le nom de la ville est dédié à la mémoire d'un saint personnage de la région : Sidi M'hamed Benaouda consideré comme le Saint Patron de la confédération tribale des Flittas dans l’ouest de l’Algérie. Son mausolée qui se trouve à Relizane est l'objet d'un pèlerinage annuel commémoré par des rituels culturels et prières.

## Géographie

### Situation
| Bendaoud      | Relizane              | Dar Ben Abdellah |
| El Menaouer   | Sidi M'Hamed Benaouda | Sidi Lazreg      |
| Oued El Abtal | Oued El Abtal         | Oued Essalem     |

### Lieux-dits, quartiers et hameaux
- Amamra
- Abaidia
- Bouaker
- Belarbi
- ghezailia
- Khouled
- khebaizia
- Keraifia
- Ouled Berkat
- Ouled bouzaza
- Ouled sidi benyamina
- Ouled benali
- Ouled sidi bekhada
- Ouled sid Ahmed
- Ouisset
- Touaitia
- Saidia
- Zaichia

## Histoire
De nombreux fidèles du cheikh Sidi Mohammed Ben Aouda s'installèrent autour de son sanctuaire, formant un petit village. Plus tard, Elbey Mohamed el-Kebir  rénova son sanctuaire. La région fut également le théâtre de la révolte de Darkawa, réprimée avec violence et brutalité par les Turcs.

## Démographie
| 1975  | 1990  | 2000  | 2015  |
| ----- | ----- | ----- | ----- |
| 3 368 | 5 770 | 6 482 | 6 851 |

## Transport
- la route W13
- Ancienne chemin de fer ,la ligne Motaganem tiaret .

## Environnement
- Barrage de Sidi M'hamed Ben Aouda

## Enseignement
- Lycee Belkadi Mustapha
- Lycee Elmechri Boukhebza
- Institut religieux pour la formation des employés des affaires religieuses[7] .

## Patrimoine

### Coutumes et traditions
- Waâda de Sidi M'hamed Benaouda : Chaque automne, les habitants de la région organisent un événement festif pour commémorer Sidi Mohamed Ben Aouda[8], le chef spirituel de la tribu Flittas, où ils installent des tentes pour recevoir des invités venus assister aux spectacles de cavalerie et écouter les poèmes des poètes[9].

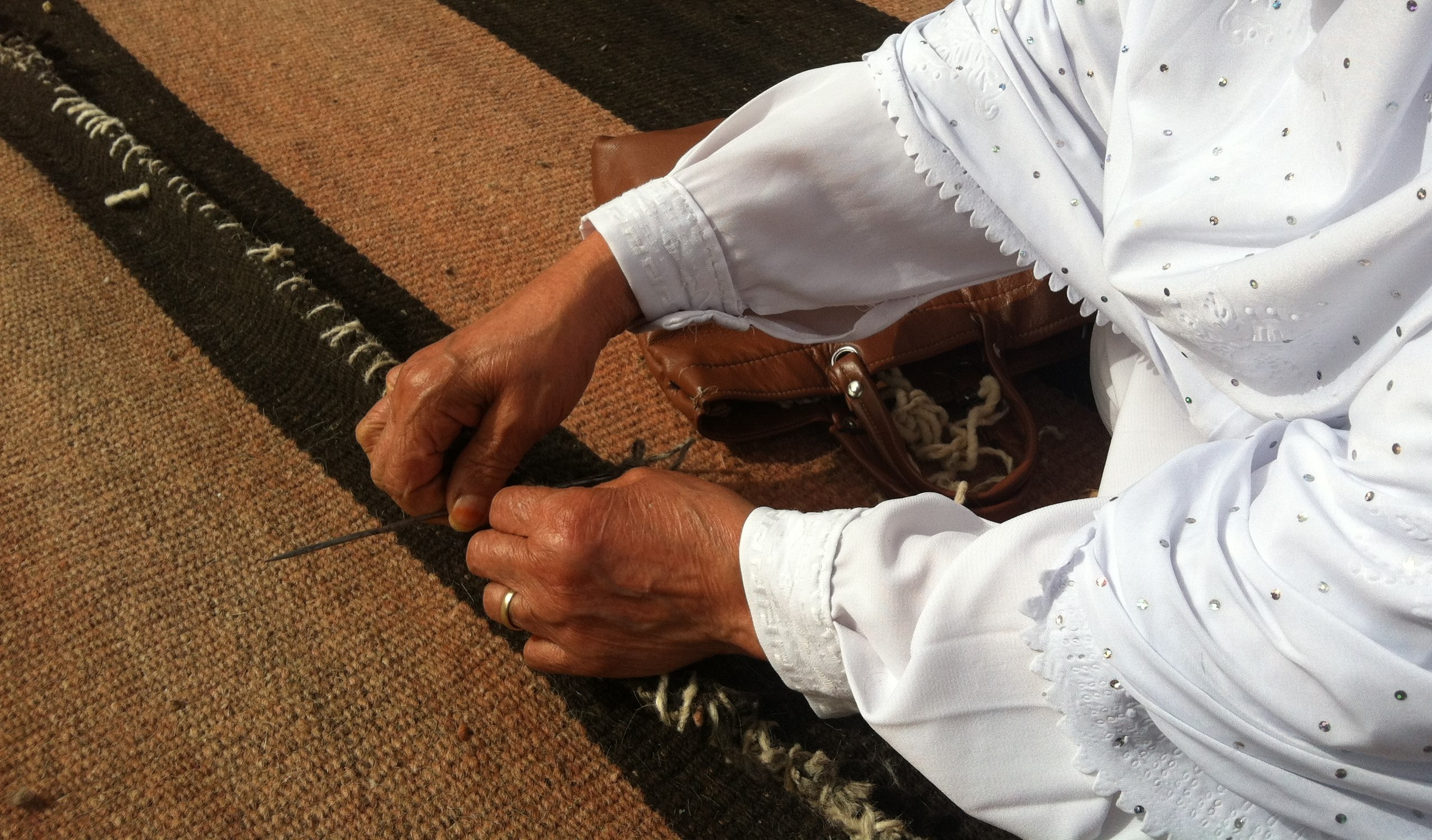
Couture de khaïma
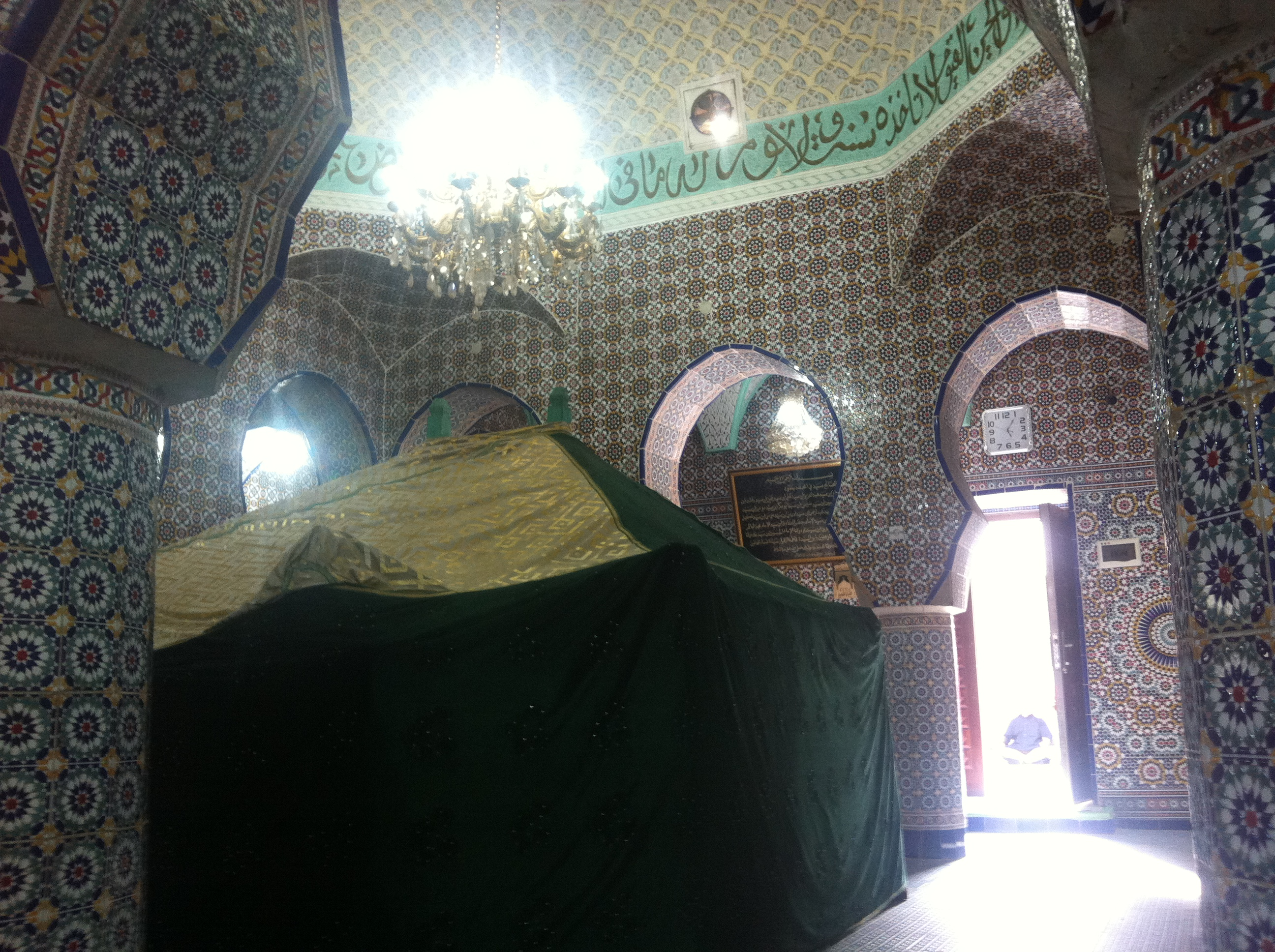
Mausolée Sidi M'hamed Benaouda

## Sports
- CRBSMB : Chabeb Riadhi Baladiat Sidi Mhamed Benouda [10] fondu en 1976

## Personnalités liées à la commune
- Sidi Mhamed Benouda
- Benadda Benaouda [11]